# José Luis Caballero (Sänger)
José Luis Caballero Cárdenas (* 22. Januar 1922 in San Miguel de Allende; † 18. Mai 2009) war ein mexikanischer Rechtsanwalt und Sänger.
Caballero wirkte als Anwalt und Richter am Tribunal Superior de Justicia. Er gründete die Asociación Nacional de Intérpretes (ANDI) und fungierte mehrfach als Präsident von dessen Verwaltungsrat. Außerdem war er Chef des Departements für internationale Angelegenheiten der Sociedad de Autores y Compositores de México (SACM). Als Sänger wurde er mit Boleros von Musikern wie Agustín Lara, Mario Ruiz Armengol, Vicente Garrido, Consuelito Velazquez, Gonzalo Curiel, Luis Arcaráz und Gabriel Ruiz bekannt. Er starb 2009 an Bauchspeicheldrüsenkrebs.